# Tinao
El tinao es una solución arquitectónica, propia de la arquitectura popular de la comarca de La Alpujarra, en las provincias españolas de Almería y Granada, que crea espacios cubiertos de ámbito semiprivado o semipúblico, al disponer una estructura de viguería sobre la calle, sobre la cual suele situarse una habitación o vivienda particular.

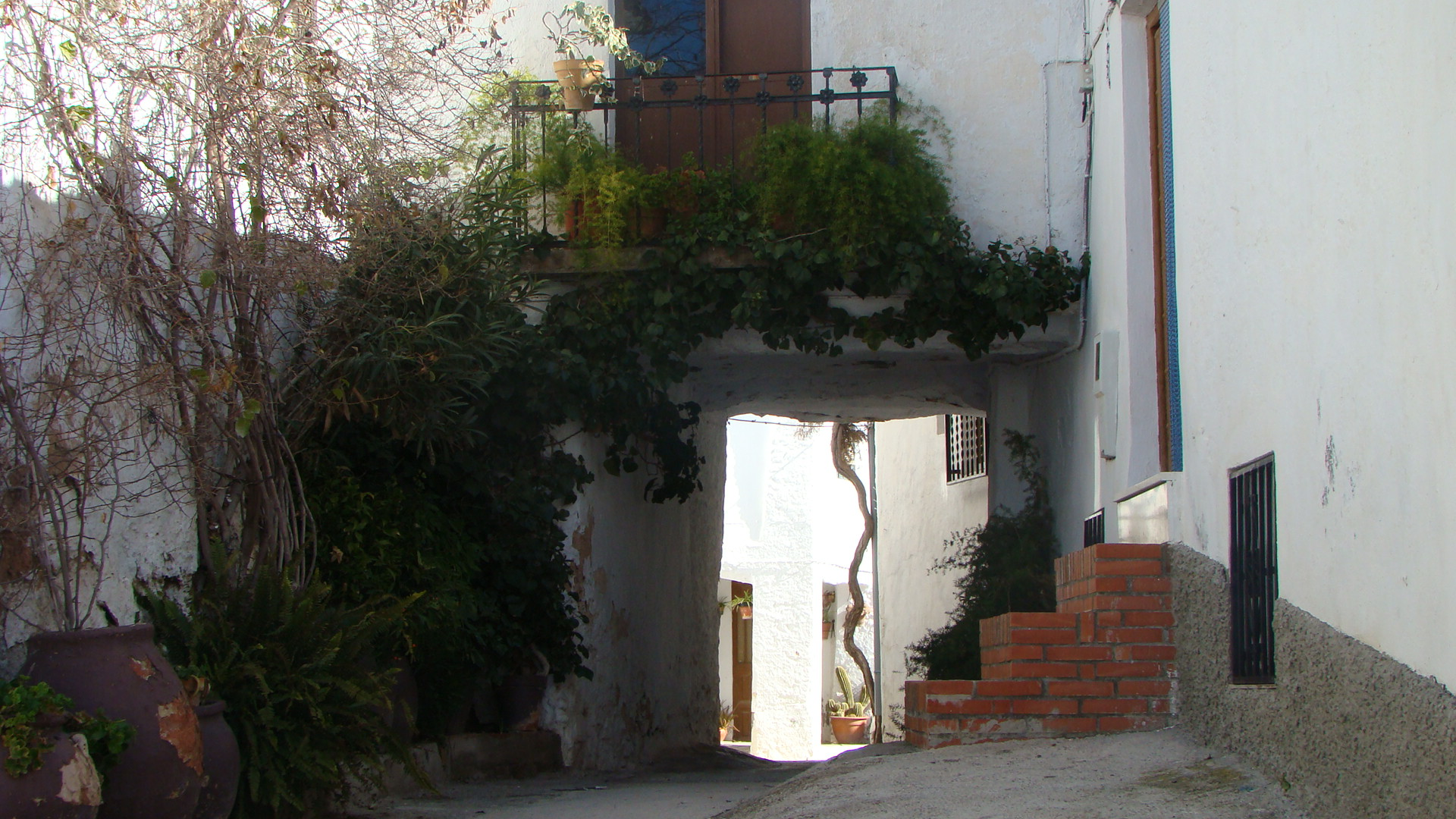
Tinao de paso en Notáez, (Almegíjar, Alpujarra)

## Carácter
El Tinao es uno de los elementos arquitectónicos expresamente protegidos, por su valor patrimonial en el Sitio Histórico de la Alpujarra, con carácter de BIC.
En cierta forma, el tinao tiene aspectos comunes con los soportales y pasajes (llamados también cobertizos) y, en cuanto a su función social, con otros elementos arquitectónicos, como los patines del Valle de Soba.

## Tipos de tinaos

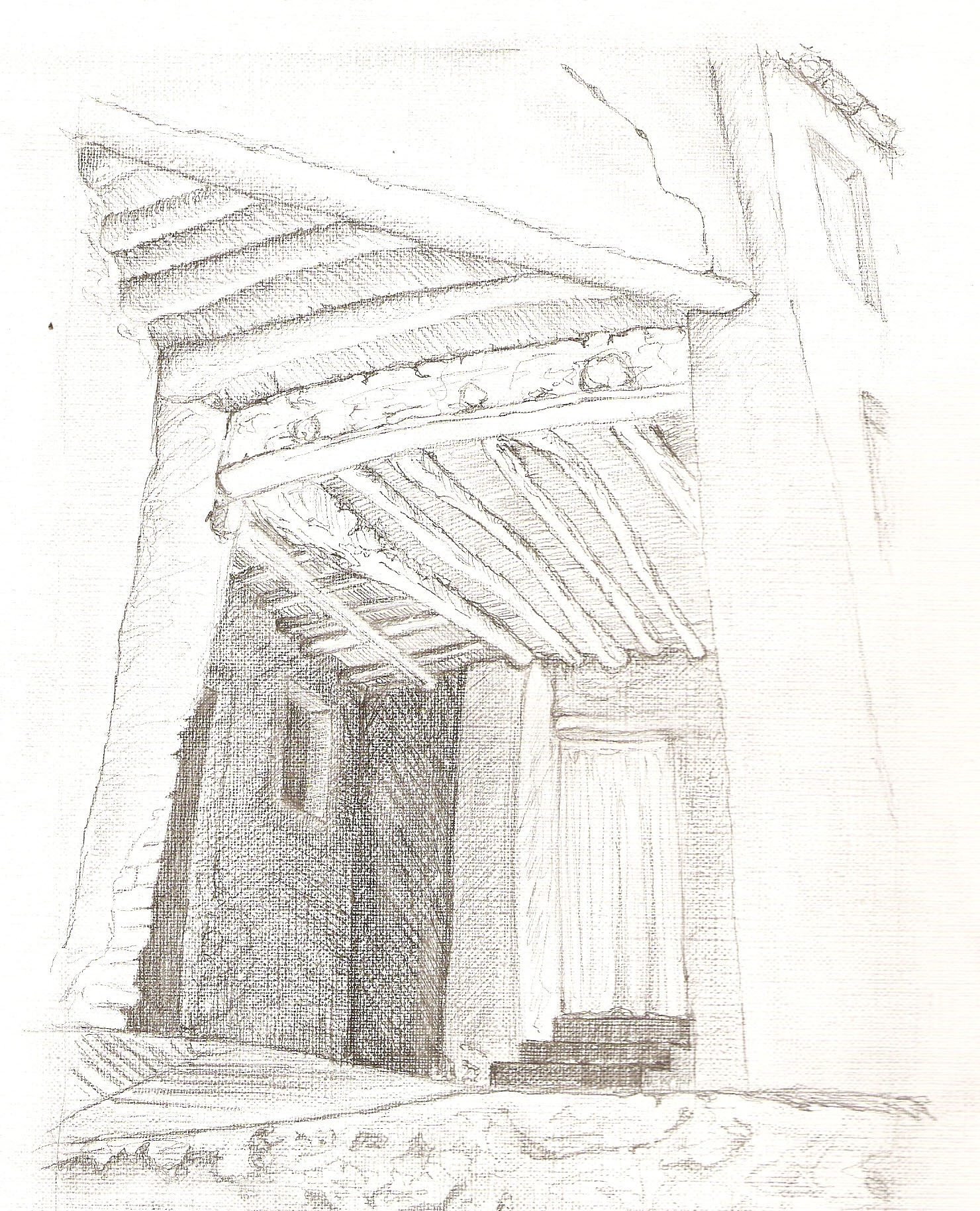
Tinao en vivienda, con los accesos a la casa y cuadra

Existen tres tipos de tinaos:

### Tinaos de paso
Cuando la estructura de viguería se apoya en las viviendas situadas a ambos lados de una calle, conformando un pasaje bajo ella, de carácter público y transitable. En algunas localidades, como Atalbéitar o Fondales (La Taha), los tinaos situados uno a continuación del otro, conforman espacios de gran longitud y relevancia.

### Tinaos en viviendas
En algunos casos, los tinaos se disponen en "fondo de saco", bajo la estructura de una única vivienda. En tales casos suelen dar al tinao, que funciona a modo de zaguán, los accesos a la propia vivienda, así como a la cuadra y otras dependencias de la casa. Aunque el tinao está abierto, siempre, al espacio público, en estos casos suele tener un uso semiprivado, como lugar de reunión y descanso.
También se aplica, impropiamente, la denominación de tinao a las habitaciones abiertas a la calle, que existen en algunas viviendas, a modo de terraza cubierta.

### Tinao adosado
Existen diversos ejemplos de tinaos dispuestos de forma paralela a la fachada de la vivienda, apoyándose la estructura de viguería en la propia vivienda y en pilares, de mampuesto o ladrillo (nunca de madera), a modo de soportal. Se trata, en tales casos, de un espacio público de uso semiprivado y, usualmente, sobre ellos no se levanta habitación sino una especie de terraza abierta.